# Martínkovice
Martínkovice (deutsch Märzdorf) ist eine Gemeinde in Tschechien. Sie liegt vier Kilometer südlich von Broumov und drei Kilometer nordwestlich von Božanov, wo sich ein Grenzübergang in das polnische Radków befindet.

## Geographie

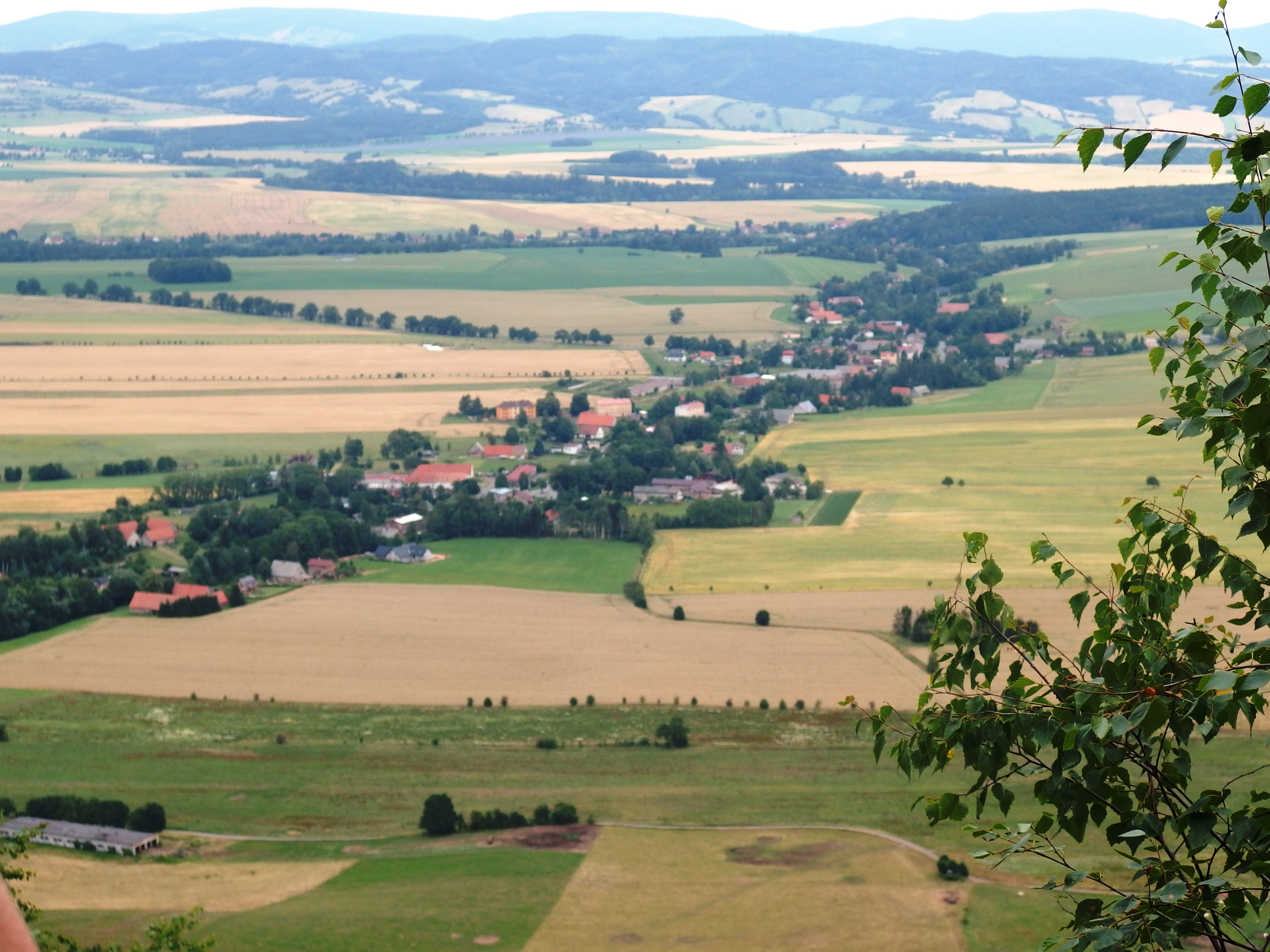
Martínkovice

Martínkovice liegt am südöstlichen Fuße des Falkengebirges und nördlich des Heuscheuergebirges. Es ist ein fünf Kilometer langes Waldhufendorf, das sich beidseits entlang des Baches Martínkovický potok erstreckt bis zu dessen Mündung in den Fluss Steine.

## Geschichte
Märzdorf wurde erstmals 1320 erwähnt. Seine Gründung erfolgte durch das Kloster Braunau unter Abt Martin. Deshalb wurde es zunächst als „Martini villa“ bezeichnet. Die Besiedlung erfolgte mit deutschen Kolonisten. Um 1393 wurde der Ort als Mertensdorf und später als Märzdorf bezeichnet. Für 1605 ist eine Schule belegt, in der Georg Han unterrichtete. Im 19. Jahrhundert verfügte Märzdorf über eine Pfarrschule in der Nähe der Kirche sowie eine Filialschule im Oberdorf.
Nach der Aufhebung der Patrimonialherrschaften bildete Märzdorf 1850 eine Gemeinde im Gerichtsbezirk Braunau bzw. im späteren Bezirk Braunau. Neben Land- und Forstwirtschaft arbeiteten die Bewohner im Handwerk und in der Industrie. In der zweiten Hälfte des 19. Jahrhunderts wanderten zahlreiche Einwohner nach Chile aus. An der Stelle der ehemaligen Mühle wurde eine mechanische Weberei gegründet, die 1875 vom Náchoder Fabrikanten Moritz Schur erweitert und später von Josef Schmidt übernommen wurde und in der rund 400 Arbeiter beschäftigt waren. Neben Damast- und anderen Textilien wurde auch Fallschirmseide hergestellt. 1912 wurde ein neues Schulhaus errichtet, in dem nach 1918 eine Klasse für tschechische Kinder eingerichtet wurde.
Im Ersten Weltkrieg wurde in Märzdorf ein großes Kriegsgefangenenlager mit bis zu 40.000 gefangenen Serben und Russen errichtet.
Nach dem Münchner Abkommen 1938 wurde Märzdorf, das überwiegend deutsch besiedelt war, dem Deutschen Reich zugeschlagen und gehörte bis 1945 zum Landkreis Braunau. In den Jahren 1945 und 1946 erfolgte die Vertreibung der deutschen Bewohner. Dadurch und durch die Schließung der Textilfabrik sank die Einwohnerzahl deutlich. Nach der Aufhebung des Okres Broumov kam Martínkovice 1961 zum Okres Náchod.

## Ortsteile
Für Martínkovice sind keine Ortsteile ausgewiesen.

## Sehenswürdigkeiten

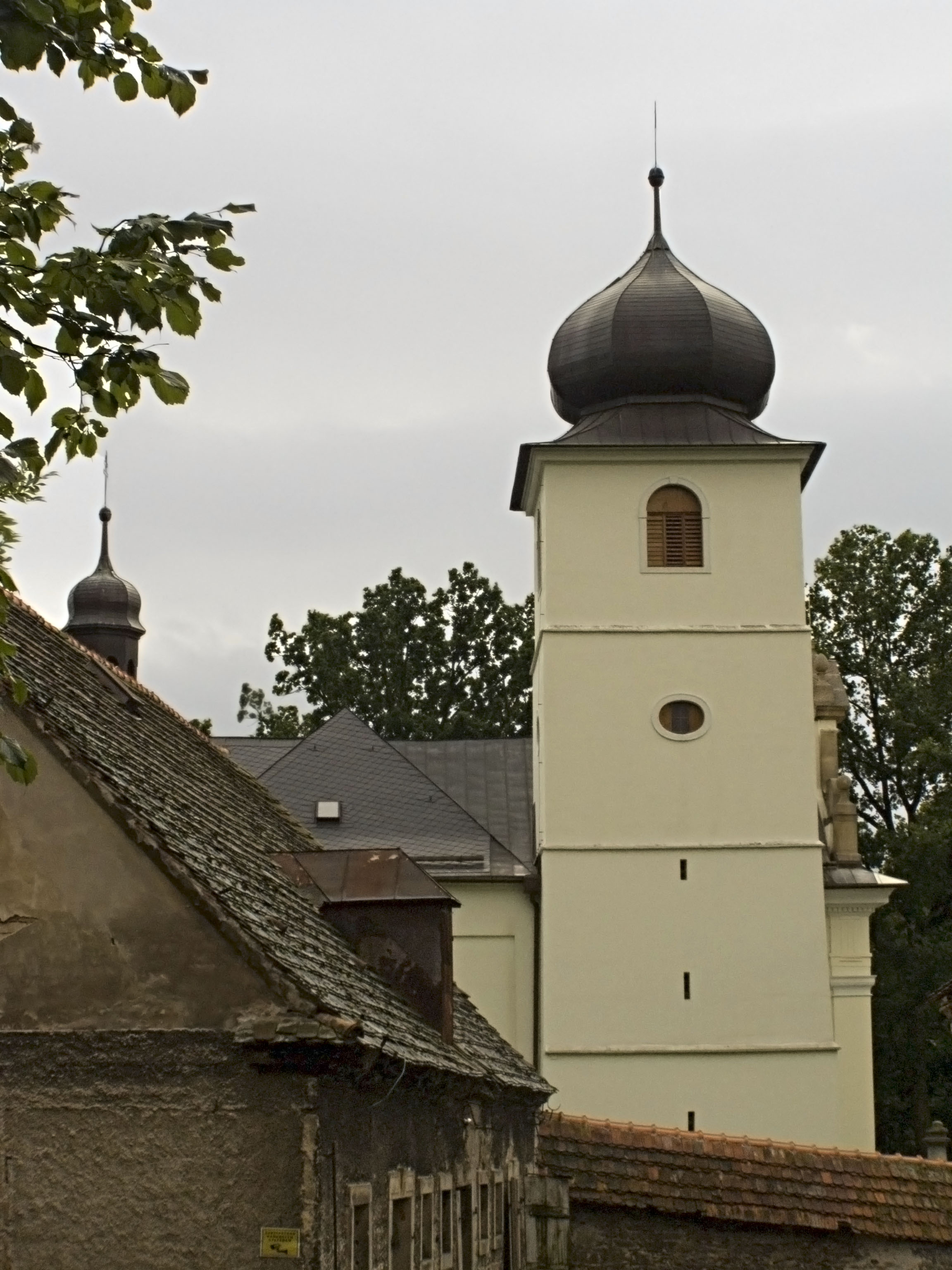
Pfarrkirche

- Die dem hl. Georg geweihte Pfarrkirche wurde erstmals 1384 erwähnt. Sie wurde mehrmals umgebaut und 1692–1698 unter Abt Thomas Sartorius nach Plänen von Martin Allio neu errichtet. Der Kirchturm kam 1650 hinzu. Den monumentalen Hauptaltar schmücken die Statuen der Heiligen Laurentius und Stephan. Die Wandmalereien schuf Felix Anton Scheffler.
- Das barocke Pfarrhaus stammt aus dem Jahr 1690. In ihm weilte der Historiker Václav Vladivoj Tomek mehrmals zu Besuch.
- Der am Westende des Dorfes 1850 errichtete Kreuzweg führt zu der 1796 erbauten St.-Anna-Kapelle. Sie wurde 1999 renoviert.